# Cyrto-hypnum unipinnatum
Cyrto-hypnum unipinnatum là một loài Rêu trong họ Thuidiaceae. Loài này được (Y. M. Fang & T.J. Kop.) W.R. Buck mô tả khoa học đầu tiên năm 2001.